# Astragalus chubsugulicus
Astragalus chubsugulicus es una especie de planta del género Astragalus, de la familia de las leguminosas, orden Fabales.
Fue descrita científicamente por Gontsch. ex N. Ulziyhk.